# Logical Link Control
Az LLC (angolul: Logical Link Control) garantálja a hibamentes átvitelt. A logikai kapcsolatvezérlést a 802.2 jelű szabvány írja le. A szabvány egyenrangúak közötti kommunikációt és kétféle adatkapcsolat-vezérlési eljárást tételez fel: összeköttetés nélkülit és összeköttetésen alapulót. 

## Összeköttetés nélküli eljárás
Az előbbi akkor lehet hasznos, amikor a keretek helyes sorrendben való közléséről és az esetleg szükséges helyreállításról a felsőbb rétegek gondoskodnak, vagy amikor nem okvetlenül követelmény, hogy az adatkapcsolati réteg minden adateleme közölve legyen. A keretek a logikai kapcsolatvezérlés entitásai között anélkül cserélődnek, hogy e társentitások között megelőzőleg összeköttetést kellene létrehozni. E keretek vételéről nem jön visszaigazolás (nyugta) és nincs áramlásszabályozás vagy hibajavítási eljárás sem. 

## Összeköttetésen alapuló eljárás
Ezen művelettípus jellemzői: garantált, sorrendtartó adatközlés, áramlásszabályozás és hibajavítás. Mielőtt adatkeret átvitelére kerülne sor, az érintett logikai kapcsolatvezérlő entitások között logikai összeköttetést kell létrehozni. Az első kapcsolatvezérlés típus egy változata az "összeköttetés nélküli, azonnali válasszal" a folyamatirányítás igényeit hivatott kielégíteni.